# Vermont
Vermont (wym. /vərˈmɒnt/ⓘ) – stan w północno-wschodniej części Stanów Zjednoczonych, położony w regionie Nowej Anglii.
Na północy graniczy z Kanadą, na południu ze stanem Massachusetts, na wschodzie z New Hampshire, a na zachodzie z Nowym Jorkiem.

## Historia

### Pochodzenie nazwy
Nazwa stanu pochodzi od francuskiego Les Verts Monts, co w dosłownym tłumaczeniu oznacza „zielone wzgórza”. Przydomek stanu, Green Mountain State, nawiązuje do Gór Zielonych.

### Kalendarium
- Tereny obecnego stanu były pierwotnie zamieszkane przez Indian z plemion Irokezów, Algonkinów i Abenaków.
- W 1609 roku na teren dzisiejszego stanu dotarł francuski podróżnik Samuel de Champlain.
- W 1666 roku Francuzi wznieśli Fort St. Anne.
- W 1724 roku powstała pierwsza osada angielska Fort Dummer.
- W latach 1749–1764 władze Prowincji New Hampshire w osobie gubernatora Benninga Wentwortha wydały w sumie 135 aktów (znanych jako New Hampshire Grants) nadających ziemię osadnikom na terenach dzisiejszego Vermontu. Prawa do tej ziemi rościła sobie również Prowincja Nowy Jork. Tereny te decyzją sądu przyznane zostały Nowemu Jorkowi.
- Około 1765 roku do obrony osadników z New Hampshire powstała milicja Green Mountain Boys.
- W 1777 roku Vermont ogłosił się niezależną republiką.
- 4 marca 1791 Vermont został przyjęty jako 14. stan do Unii.

## Geografia

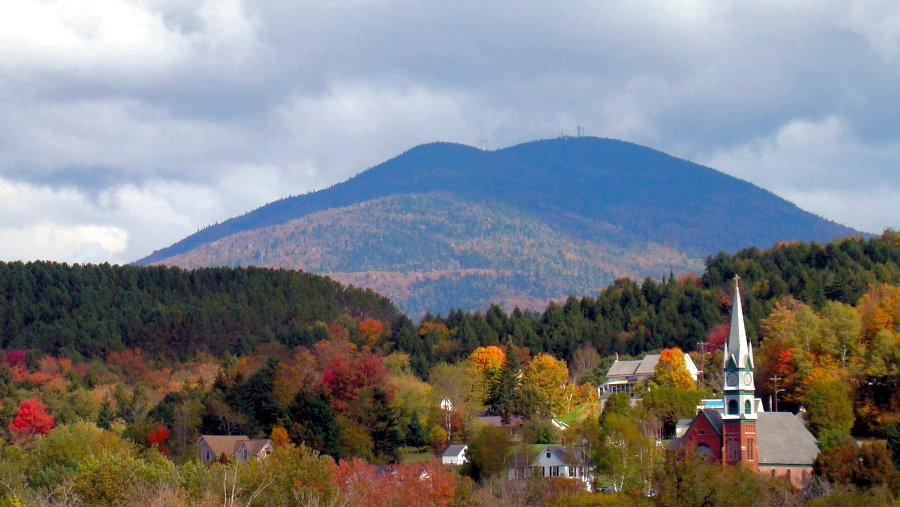
Widok na górę Burke Mountain z Lyndonville

### Klimat
Wilgotny klimat kontynentalny (DFB) strefy umiarkowanej, według klasyfikacji Wladimira Köppena. Zimą występują obfite opady śniegu na terenach górskich.

### Warunki hydrologiczne
Główne rzeki to West River, Otter River, Winooski River.

### Miejscowości
Na terenie stanu Vermont znajduje się 40 miast (city) i wsi (village), w tym 4 o liczbie ludności przekraczającej 10 000, a 18 powyżej 1000 mieszkańców (2022 r.). Lista:

- Burlington (44 595)
- South Burlington (20 624)
- Rutland (15 695)
- Essex Junction (10 917)
- Barre (8430)
- Winooski (8328)
- Montpelier (8023)
- St. Albans (6942)
- Newport (4403)
- Bellows Falls (2770)
- Vergennes (2566)
- Swanton (2381)
- Morrisville (2260)
- North Bennington (1713)
- Enosburg Falls (1350)
- Johnson (1340)
- Lyndonville (1208)
- Poultney (1094)
- Woodstock (939)
- Orleans (788)
- Ludlow (787)
- Manchester (772)
- Jeffersonville (770)
- Barton (741)
- Derby Line (676)
- Derby Center (645)
- Alburgh (611)
- North Troy (608)
- Saxtons River (476)
- Newbury (456)
- Wells River (449)
- Hyde Park (434)
- Westminster (286)
- West Burke (278)
- Marshfield (266)
- Jacksonville (217)
- Cambridge (200)
- Albany (182)
- Old Bennington (134)
- Newfane (93)

## Podział administracyjny
Stan podzielony jest na 14 hrabstw:
1. Hrabstwo Addison; siedziba władz: Middlebury,
2. Hrabstwo Bennington; siedziba władz: Bennington,
3. Hrabstwo Caledonia; siedziba władz: St. Johnsbury,
4. Hrabstwo Chittenden; siedziba władz: Burlington,
5. Hrabstwo Essex; siedziba władz: Guildhall,
6. Hrabstwo Franklin; siedziba władz: St. Albans,
7. Hrabstwo Grand Isle; siedziba władz: North Hero,
8. Hrabstwo Lamoille; siedziba władz: Hyde Park,
9. Hrabstwo Orange; siedziba władz: Chelsea,
10. Hrabstwo Orleans; siedziba władz: Newport,
11. Hrabstwo Rutland; siedziba władz: Rutland,
12. Hrabstwo Washington; siedziba władz: Montpelier,
13. Hrabstwo Windham; siedziba władz: Newfane,
14. Hrabstwo Windsor; siedziba władz: Woodstock.

## Demografia
Spis ludności z roku 2010 stwierdza, że stan Vermont liczy 625 741 mieszkańców, co oznacza wzrost o 16 933 (2,8%) w porównaniu z poprzednim spisem z roku 2000. Dzieci poniżej piątego roku życia stanowią 4,8% populacji, 18,7% mieszkańców nie ukończyło jeszcze osiemnastego roku życia, a 18,7% to osoby mające 65 i więcej lat. 50,6% ludności stanu stanowią kobiety.

### Język
W 2010 roku najpowszechniej używanymi językami były:
- język angielski – 94,56%,
- język francuski – 1,78%,
- język hiszpański – 1,2%.

### Rasy i pochodzenie
94,5% mieszkańców stanowi ludność biała (92,9% nie licząc Latynosów), 1,9% ma rasę mieszaną, 1,8% to Azjaci, 1,4% to Afroamerykanie i 0,4% to rdzenna ludność Ameryki. Latynosi stanowią 1,9% ludności stanu.
Do największych grup należą osoby pochodzenia francuskiego (20%), angielskiego (16,2%), irlandzkiego (15,8%), niemieckiego (9,5%), „amerykańskiego” (8,4%), włoskiego (7,2%) i szkockiego (5,7%). Liczbę Polaków oszacowano na 22,6 tys. (3,6%).

### Religia
Dane z 2014 r.:
- bez religii – 37% (w tym: 7% agnostycy i 7% ateiści),
- protestanci – 30%:
  - baptyści – 7%,
  - metodyści – 5%,
  - kalwini – 5%,
  - pozostali – 13% (głównie: anglikanie, bezdenominacyjni, uświęceniowcy, zielonoświątkowcy, luteranie i adwentyści dnia siódmego),
- katolicy – 22%,
- pozostałe religie – 11% (w tym: mormoni, świadkowie Jehowy, unitarianie, żydzi, buddyści, bahaiści, muzułmanie, prawosławni i hinduiści[8]).

## Symbole stanu
- Dewiza: Freedom and Unity („Wolność i jedność”)
- Symbole: nagórnik, klon cukrowy, koniczyna czerwona

## Gospodarka
- sadownictwo i produkcja syropu klonowego
- hodowla bydła mlecznego
- przemysł: maszynowy, narzędziowy, meblowy i turystyka

## Uczelnie
| - Bennington College - Burlington College - Castleton State College - Champlain College - College of St. Joseph - Goddard College - Green Mountain College - Hampden College - Johnson State College - Landmark College - Lyndon State College - Marlboro College | - Middlebury College - Norwich University - Saint Michael’s College - School for International Training - Southern Vermont College - Trinity College (Vermont) - University of Vermont - Vermont Law School - Vermont Technical College - Woodbury College |

## Inne informacje

### Separatyzm i polityka
Vermont jest jednym z niewielu stanów o tendencjach separatystycznych. W stanie tym istnieje ruch, który chce stworzenia Drugiej Republiki Vermontu; pierwsza istniała w latach 1777–1791, zanim stała się amerykańskim stanem. Vermont jest najbardziej lewicowym stanem Ameryki. Wybory przeważnie wygrywa Partia Demokratyczna, a dodatkowo silne wpływy ma socjaldemokratyczna Partia Postępowa Vermontu.

### Prawo o broni oraz inne wolności obywatelskie
Konstytucja Vermont z 1775 roku, na długo przed Bill of Rights, daje prawa i wolności obywatelskie – jako jedna z pierwszych m.in. głosowania, zniesienia niewolnictwa, publicznego szkolnictwa. Dotyczą one m.in. prawa do posiadania broni – Vermont jest stanem z najlżejszymi ograniczeniami dot. broni. Konstytucja literalnie stwierdza:
„That the people have a right to bear arms for the defence of themselves and the State – and as standing armies in time of peace are dangerous to liberty, they ought not to be kept up; and that the military should be kept under strict subordination to and governed by the civil power”.

### Billboardy i reklama
Vermont jest jednym z 4 stanów Stanów Zjednoczonych zakazujących wznoszenia billboardów.